# Cal Trudis
Cal Trudis és una casa de Selvanera, al municipi de Torrefeta i Florejacs (Segarra), inclosa a l'Inventari del Patrimoni Arquitectònic de Catalunya.

## Descripció
Edifici de tres plantes situat al centre del poble. A la façana nord, la que dona a la plaça, a la planta baixa, hi ha una entrada amb gran llinda de pedra i porta de fusta de doble batent. A la següent planta, a la part esquerra, hi ha una finestra i a la dreta, un balcó amb barana de ferro. A la darrera planta hi ha dues petites obertures. A la façana est hi ha una entrada a la planta baixa que dona a un petit pati tancat i a les dues següents plantes hi ha una finestra. La coberta és de dos vessants (Nord-Sud), acabada en teules.